# Сідоніу Пайш
Сідо́ніу Бернарді́ну Кардо́зу да Сі́лва Пайш (порт. Sidónio Bernardino Cardoso da Silva Pais; 1 травня 1872, Камінья, Португалія — 14 грудня 1918, Лісабон) — португальський військовий і політик, 4-й президент Португальської Республіки. Мав також прізвисько президент-король. Як президент Португальської Республіки, мав диктаторські повноваження. Призупинив і змінив Конституцію Португалії 1911 року. Був професором в університеті Коїмбри, де викладав диференціальну і інтегральну математику. Крім того, обіймав найвищі міністерські посади, був послом у Берліні. Вважається першим диктатором з часу проголошення Португалії Республікою.

## Біографія

### До проголошення Республіки
Сідоніу Пайш народився в Каміньї, в сім'ї нотаріуса і юридичного службовця Алберту Сідоніу Пайша. З 1895 року жив в Амаранті, де одружився з Марією душ Празереш Мартінш Бесою, з якою у нього було п'ятеро дітей. Середню освіту отримав у ліцеї міста Віана-ду-Каштелу, після чого відправився в Коїмбру, де він вивчав математику і філософію на підготовчих курсах. У 1888 році вступив у військове училище, де навчався за фахом артилериста. Будучи блискучим студентом, він завершив навчання з відзнакою, в 1892 році отримав звання прапорщика, через 2 роки в 1895 році він отримав звання лейтенанта, а в 1906 році — капітана. У 1916 році отримав військове звання майора.
Після закінчення військового училища вступив в Університет Коїмбри, який закінчив за фахом математика, а згодом у 1898 році здобув там же і докторський ступінь. Там він став прихильником республіканських ідеалів, у роки коли конституційна монархія Португалії доживала свої останні дні. Водночас протягом короткого періоду часу належав до однієї з масонських груп, проте уктивної участі у її діяльності не брав. Будучи шановним математиком в Університеті Коїмбри, він був призначений професором кафедри диференціального і інтегрального числення. 23 жовтня 1910 року був призначений на посаду віце-ректора (у цей час ректором університету був Мануел де Арріага. Був також директором (1911 рік) однієї з індустріальних шкіл (порт. Escola Industrial Brotero).

### Після проголошення Республіки
Будучи визнаним і активним республіканцем, після встановлення Португальської Республіки в 1910 році почав вести активне політичне життя. Після недовгого часу перебування на керівних посадах у Раді Директорів Португальських залізниць, був обраний депутатом Національних установчих зборів (порт. Assembleia Nacional Constituinte), брав участь у створенні Конституції Португалії 1911 року.
Будучи видним членом Національних установчих зборів 24 серпня 1911 року був призначений міністром розвитку в уряді Жуау Шагаша. На цій посаді пробув до 3 листопада і представляв уряд на маніфестаціях у місті Порту, присвячених святкуванню річниці проголошення Республіки.
Після падіння уряду Жуау Шагаша він залишився при владі і отримав портфель міністра фінансів в уряді Аугушту де Вашконселуш Коррея, до своїх обов'язків він приступив 7 листопада того ж року і займав цю посаду до 16 червня 1912 року.
В час загострення міжнародних відносин і постійно зростаючого напруження, що призвело до Першої світової війни, був призначений на посаду повноважного посла в Берліні, куди прибув 17 серпня 1912 року. Залишався на цій важливій дипломатичній посаді протягом всього критичного періоду від початку війни до 9 березня 1916 року, коли Німеччина оголосила війну Португалії після захоплення її суден у підконтрольних Португалії портах.

### Військовий переворот
Повернувшись до Португалії, поповнив ряди тих, хто виступає проти участі Португалії у Великій війні. Як лідер опозиції уряду Демократів з 5 по 8 грудня 1917 очолив військовий переворот, який привів до влади військову хунту.
На світанку 8 грудня уряд очолюваний Афонсу Коштою був звільнений, а влада перейшла в руки революційної хунти, очолюваної Сідоніу Пайшем. Замість того, щоб почати звичайні консультації з формування нового уряду, повстанці захопили владу, Бернардіну Машаду був відсторонений від посади президента Республіки і був змушений покинути країну. У цьому процесі, який відбувся 11 грудня 1917 року Пайш зайняв посаду президента міністерства, прийнявши повноваження міністра війни, міністра закордонних справ і, всупереч з Конституцією 1911 року, у створенні якої сам брав участь, 27 грудня того ж року взяв на себе обов'язки президента Республіки, до нових виборів. Під час перевороту і в самому його початку уряд Пайша було підтримано кількома групами трудящих в обмін на звільнення з в'язниці їх товаришів і в надії на участь в управлінні Національної спілки робітників. Але згодом він почав видавати укази, що закріпили його диктаторські повноваження без консультацій з Конгресом Республіки. Призупинив дії важливих статей Конституції, узаконив норму, згідно з якою президент став, як главою держави, так і главою уряду, домігшись таким чином влади, якої не мали монархи епохи абсолютизму. Нова архітектура політичної системи одержала назву Нової Республіки. Тому він отримав прізвисько президент-король. У багатьох своїх формах, Нова Республіка була провісником наступного диктатора Антоніу де Олівейра Салазара.

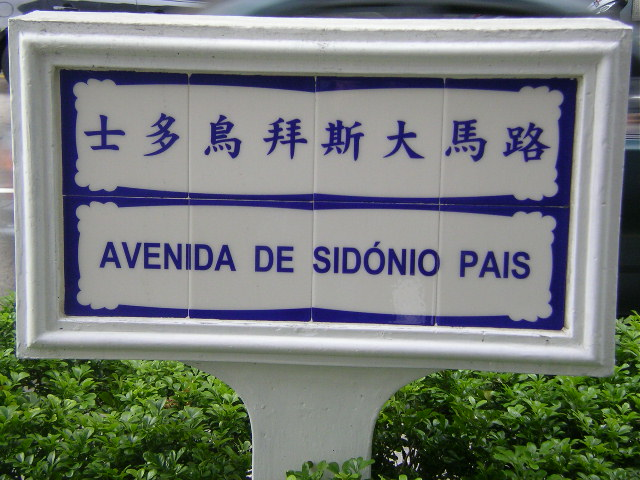
Проспект Сідоніу Пайша в Макао

У спробах покращити стосунки з Римо-католицькою церквою 23 лютого 1918 року Пайш підписав поправки до закону про роз'єднання церкви і держави, чим викликав бурхливу негативну реакцію з боку республіканців, які користувалися широкою підтримкою католиків і сільського населення. Цим рішенням також зміг відновити дипломатичні відносини з Ватиканом, через направлення монсеньйора Бенедетто Алоїзі Маселла (пізніше — Апостольський нунцій в Бразилії, кардинал і камерленг), який взяв на себе роль повіреного в справах Святого Престолу в Лісабоні з 25 липня 1918 року.

### Президент

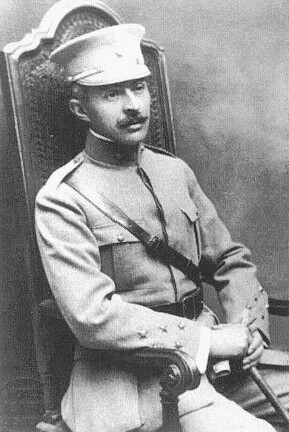
Президент Сідоніу Пайш

11 березня 1918 року в обхід Конституції своїм указом проголосив загальні прямі президентські вибори і, використовуючи свою популярність серед католиків, 28 квітня 1918 був обраний президентом. Це стало безпрецедентною подією, оскільки обрання президента згідно з конституцією належало зробити саме конгресу. На виборах він отримав 470 831 голосів. Президентом республіки був проголошений 9 травня того ж року, при цьому не провівши будь-яких консультацій з конгресом. Цю перемогу він використав, щоб придушити будь-які прояви опозиції.
Декрети, видані в лютому і березні 1918, які йшли всупереч з діючою конституцією, отримали назву Конституції 1918 року. Таким чином, Конституція 1911 року зазнала значних змін, оскільки встановився чіткий режим президентської республіки.
У квітні 1918 року сили португальського експедиційного корпусу несуть великі втрати у битві на Лисі, а португальський уряд не зміг виділити необхідні підкріплення для підтримки боєздатності військ. Ситуація стала настільки критичною, що після перемир'я, що ознаменувало закінчення війни, португальська держава не змогла негайно повернути свої сили в країну. Соціальні проблеми в країні зросли до точки кипіння, і в країні все виразніше очікувалося соціальні потрясіння.
Це був кінець стану благодаті: серія страйків, протистоянь і конспіраційних рухів. З літа 1918 року спроби покінчити з режимом Пайша переросли в ескалацію жорстокості та насильства, що змусило президента ввести надзвичайний стан в країні з 13 жовтня. Цим актом, а також твердістю у придушенні опонентів, Пайшу вдалося тимчасово відновити контроль над політичною ситуацією, але його режим доживав останні дні.
До кінця року політична ситуація не покращилася, незважаючи на підписання Угоди про перемир'я у Великій війні. 11 листопада в посланні короля Англії Георга V Сідоніу Пайш був звинувачений в германофільскіх поглядах, що явно не сприяло стійкості режиму. Після цього відбувається ескалація насильства, яку не зміг пережити і президент. 5 грудня 1918 року в ході церемонії поминання Аугушту де Каштілью відбувся перший напад, після якого Пайшу вдалося залишитися неушкодженими. Наступний і вдалий напад відбувся вже за кілька днів, на залізничній станції Росіу — 14 грудня 1918 року Пайш був застрелений Жозе Жуліу да Коштою, республіканським активістом.
Після вбивства Сідоніу Пайша Португалія увійшла в стан довготривалої кризи, який завершився тільки через 8 років після революції 28 травня 1926 року. На похоронах Сідоніу Пайша були присутні десятки тисяч людей. Цього міг бути гідний тільки справжній президент-король. Сідоніу Пайш мав підтримку найбільш відсталих і бідних верств суспільства. Образ мученика призвів до появи культу, аналогічного тому, який був створений навколо фігури Соузи Мартінша.
Пізніше прах Сідоніу Пайша було перенесено до Національного Пантеону Португалії — місця, де поховані деякі відомі португальці.